# Lobotes surinamensis
Il pesce foglia (Lobotes surinamensis Bloch, 1790), è un pesce osseo marino della famiglia Lobotidae.

## Descrizione

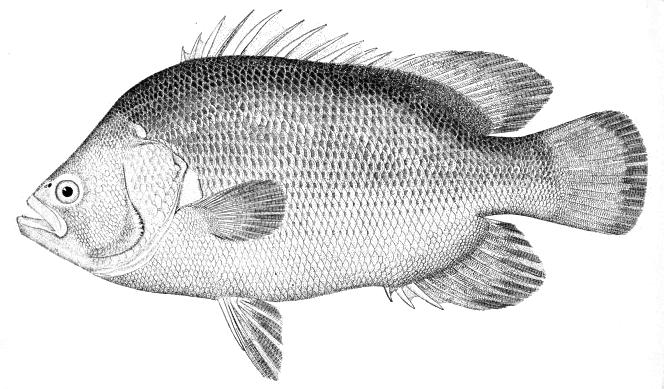

Ha un corpo dall'aspetto molto caratteristico, alto e compresso lateralmente ma al tempo stesso robusto. Il profilo della fronte è concavo. Gli occhi sono piccoli situati vicino alla punta del muso e molto vicini fra loro. La bocca è protrattile. La pinna dorsale ha una porzione anteriore spinosa ed una posteriore a raggi molli che forma un lobo rotondeggiante molto simile alla pinna anale, che porta solo pochi e brevi raggi spinosi. La pinna caudale è rotondeggiante. Le pinne pettorali sono piccole ed arrotondate; le pinne ventrali sono abbastanza ampie. Le scaglie sono grandi e robuste, ricoprono in parte le pinne impari.
Il colore è bruno o grigio con due strisce scure (non sempre visibili) che si dipartono dagli occhi. La pinna caudale è bordata di giallo. La linea laterale ha colore argenteo. I giovani sono giallastri.
A causa dell'ampiezza, della forma e della posizione delle pinne dorsali e anale, si ha l'impressione che abbia una pinna caudale trilobata, caratteristica questa che contribuisce a far dare il nome di Tre Code Nere.
Può raggiungere il metro di lunghezza.

## Distribuzione e habitat

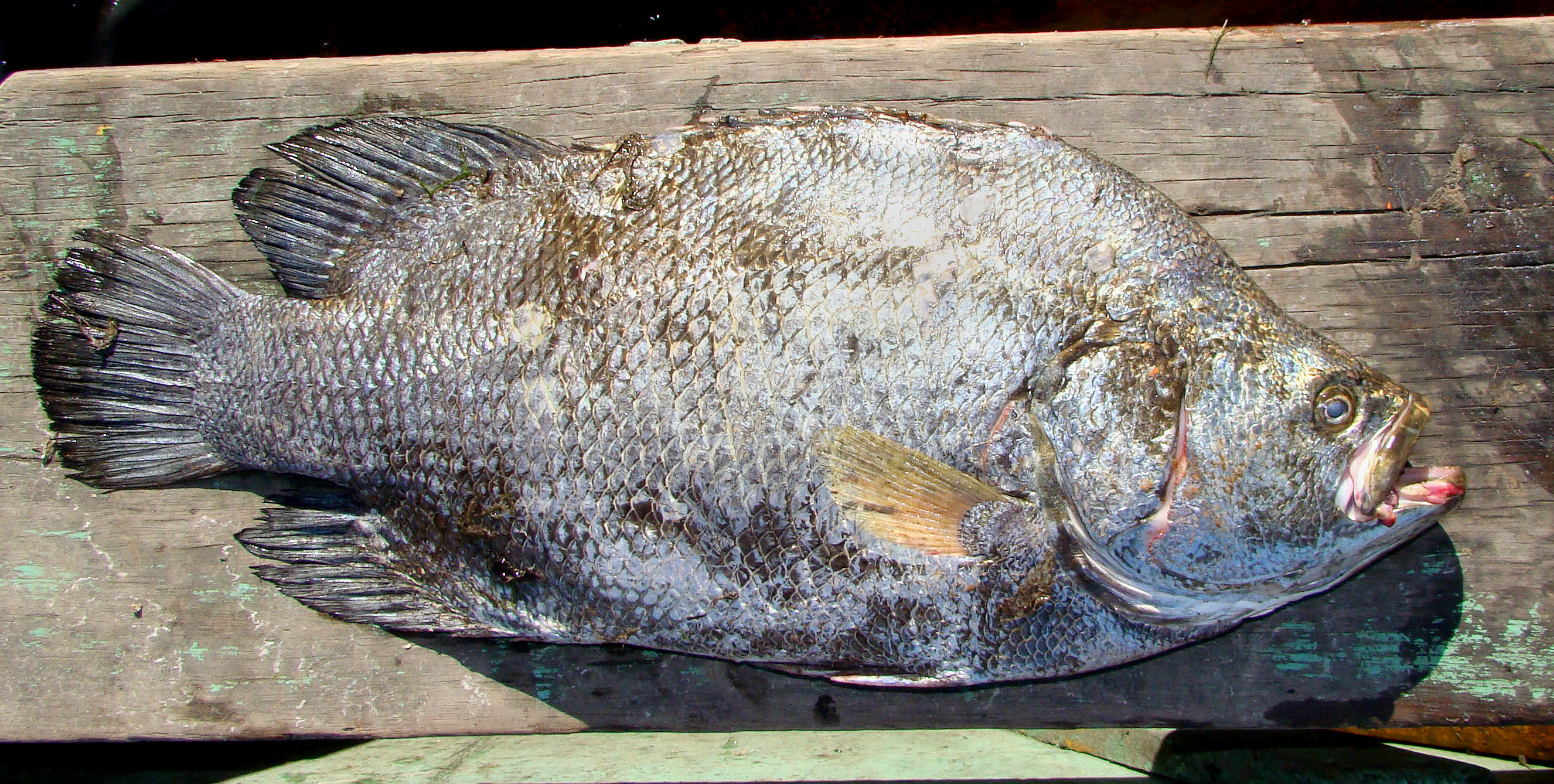
Esemplare pescato

Si tratta di un pesce cosmopolita nei mari caldi. Nel mar Mediterraneo era rarissimo fino alla fine del XX secolo mentre nel XXI secolo si sono susseguite molteplici catture, ad esempio in Sicilia (Sciacca), Calabria e Toscana. Uno studio del 2018 ha evidenziato la presenza di una popolazione stabile nel Mediterraneo centrale.

Vive in acque basse, fino a 10 metri di profondità e penetra nelle foci dei fiumi. Talvolta sosta all'ombra di oggetti galleggianti come le giovani cerniole di fondale.

## Biologia
Non è un pesce molto attivo, ciò nonostante può effettuare salti sorprendenti fuor d'acqua per sfuggire alle reti.

### Alimentazione
È prettamente carnivoro.

## Pesca
Occasionale.
Nei luoghi dove è comune viene considerato pregiato.